# Кобилочка тайгова
Коби́лочка тайгова (Helopsaltes fasciolatus) — вид горобцеподібних птахів родини кобилочкових (Locustellidae). Мешкає в Азії. В Україні рідкісний, залітний вид.

## Опис
Довжина птаха становить 18 см. Виду не притаманний статевий диморфізм. Верхня частина тіла оливково-коричнева, груди сірі, нижня частина тіла жовтувато-коричнева, нижні покривні пера хвоста рудуваті. Спів гучний, мелодійний.

## Поширення і екологія
Тайгові кобилочки гніздяться в тайзі і чагарникових заростях Сибіру, північній Монголії, Маньчжурії та на Далекому Сході Росії. Зимують на півдні Філіппін, на сході Індонезії та на заході Нової Гвінеї.

## Поведінка
Тайгові кобилочки живляться комахами та іншими безхребетними. В кладці 3—5 яєць, які насиджує лише самиця.